# جائزة بلعرب بن هيثم للتصميم المعماري (عمان)
جائزة بلعرب بن هيثم للتصميم المعماري؛ هي جائزة محلية سنوية برؤية عالمية أطلقها بلعرب بن هيثم في يناير 2022، تهدف للمنافسة على تصميم وابتكار مشاريع معمارية فريدة في مناطق معينة في سلطنة عمان ذات طابع معماري مميز يجمع بين الأصالة والمعاصرة، ويمكن تبنيها على أرض الواقع

## رسالة الجائزة
استثمار وتمكين القدرات والمهارات المعمارية الوطنية لتطوير مناطق مختلفة في سلطنة عُمان تسهم في تحقيق قيمة مضافة

## شعار المسابقة
نحو نمطٍ معماري عُماني مُبتَكرٍ ومعاصِر

## أهداف الجائزة
- مواكبة رؤية عمان 2040 وتحقيق تطلعاتها في إنشاء مناطق سياحية ترفيهية صديقة للبيئة بطريقة مبتكرة وعصرية.
- استثمار مهارات ومعارف الشباب العماني في مجال العمارة والتصميم الهندسي، وخلق فرص استثمارية لأصحاب المشاريع المتوسطة والصغيرة لتشغيل المشاريع الفائزة وتقديم الدعم المناسب لها.
- رفد القطاع السياحي والاستثماري بمشاريع معمارية حديثة ومبتكرة قابلة للتبني على أرض الواقع، واستثمار بعض المناطق غير المستغلة في سلطنة عمان وتحويلها لوجهات سياحية فريدة ومميزة.[1]

## الفئة المستهدفة
```
الشباب العُماني المتخصص في مجالات العمارة والتصميم، بما فيهم الدارسون والباحثون عن عمل ممن تنطبق عليهم شروط المسابقة
[
2
]
```

## شروط المسابقة
- التخصص في مجال العمارة والتصميم والتخطيط الحضري
- أن لا يزيد عمر المشاركين عن 35 عاماً
- أن يكون عماني الجنسية[2]